# Antist
Anti-st é uma comuna francesa na região administrativa de Occitânia, no departamento dos Altos Pirenéus. Estende-se por uma área de 2,43 km², Em 2010 a comuna tinha 185 habitantes (densidade: 76,1 hab./km²)..